# تیمورآباد (هامون)
تیمورآباد، روستایی در دهستان تیمورآباد بخش تیمورآباد شهرستان هامون در استان سیستان و بلوچستان ایران است. این روستا، مرکز بخش تیمورآباد است.

## جمعیت
بر پایه سرشماری عمومی نفوس و مسکن در سال ۱۳۹۵، جمعیت این روستا برابر با ۳۹۹ نفر (۱۰۵ خانوار) بوده است.